# کیش‌دوبسا
کیش‌دوبسا (به مجاری:  Kisdobsza) یک شهرداری در مجارستان است که در ناحیه سیگت‌وار واقع شده‌است. کیش‌دوبسا ۹٫۹۵ کیلومتر مربع مساحت و ۲۴۳ نفر جمعیت دارد.